# Panzer Elite
 Panzer Elite es un videojuego de simulación de tanques de la Segunda Guerra Mundial de 1999 para Windows, desarrollado por Wings Simulations y distribuido por Psygnosis, en Estados Unidos, y por JoWooD Productions, en Europa. El jugador controla un pelotón de 4 o 5 tanques en el lado alemán o estadounidense. 

## Recepción
El juego recibió críticas "favorables" según el sitio web deGameRankings.  

### Premios
Panzer Elite fue finalista del premio "Juego de simulación del año" de Computer Games Strategy Plus en 1999, pero finalmente fue para MiG Alley. Los editores llamaron a Panzer Elite "una de las simulaciones de tanques más completas de la historia reciente".